# Campoplex euops
Campoplex euops är en stekelart som beskrevs av Julius Theodor Christian Ratzeburg 1848. Campoplex euops ingår i släktet Campoplex och familjen brokparasitsteklar. Inga underarter finns listade.